# Бряза (комуна, Бузеу)
Бряза (рум. Breaza) — комуна у повіті Бузеу в Румунії. До складу комуни входять такі села (дані про населення за 2002 рік):
- Бедень (137 осіб)
- Бряза (1214 осіб) — адміністративний центр комуни
- Велянка-Віленешть (407 осіб)
- Віспешть (436 осіб)
- Гречанка (981 особа)

Комуна розташована на відстані 80 км на північний-схід від Бухареста, 23 км на захід від Бузеу, 123 км на захід від Галаца, 95 км на південний схід від Брашова.

## Населення
За даними перепису населення 2002 року у комуні проживали 3175 осіб.
Національний склад населення комуни:
| Національність | Кількість осіб | Відсоток |
| -------------- | -------------- | -------- |
| румуни         | 3105           | 97,8%    |
| цигани         | 69             | 2,2%     |
| угорці         | 1              | < 0,1%   |

Рідною мовою назвали:
| Мова      | Кількість осіб | Відсоток |
| --------- | -------------- | -------- |
| румунська | 3171           | 99,9%    |
| циганська | 3              | 0,1%     |
| угорська  | 1              | < 0,1%   |

Склад населення комуни за віросповіданням:
| Релігія        | Кількість осіб | Відсоток |
| -------------- | -------------- | -------- |
| православні    | 3117           | 98,2%    |
| п'ятдесятники  | 42             | 1,3%     |
| адвентисти     | 6              | 0,2%     |
| римо-католики  | 5              | 0,2%     |
| греко-католики | 3              | 0,1%     |

## Зовнішні посилання
- Дані про комуну Бряза на сайті Ghidul Primăriilor [Архівовано 14 червня 2010 у Wayback Machine.]